# Folk rock
Folk rock este un gen muzical care combină elemente de muzică folk și rock. Genul a apărut în Regatul Unit și Statele Unite în prima jumătate a anilor 1960 și a fost introdus de formația din Los Angeles - The Byrds, care a început prin interpretarea muzicii folk tradiționale, iar apoi și de Bob Dylan. Termenul „folk rock” a fost folosit pentru prima oară de presa muzicală americană pentru a descrie stilul muzical al formației The Byrds în 1965, în aceeași lună în care formația și-a lansat albumul de debut.